# Teekkari

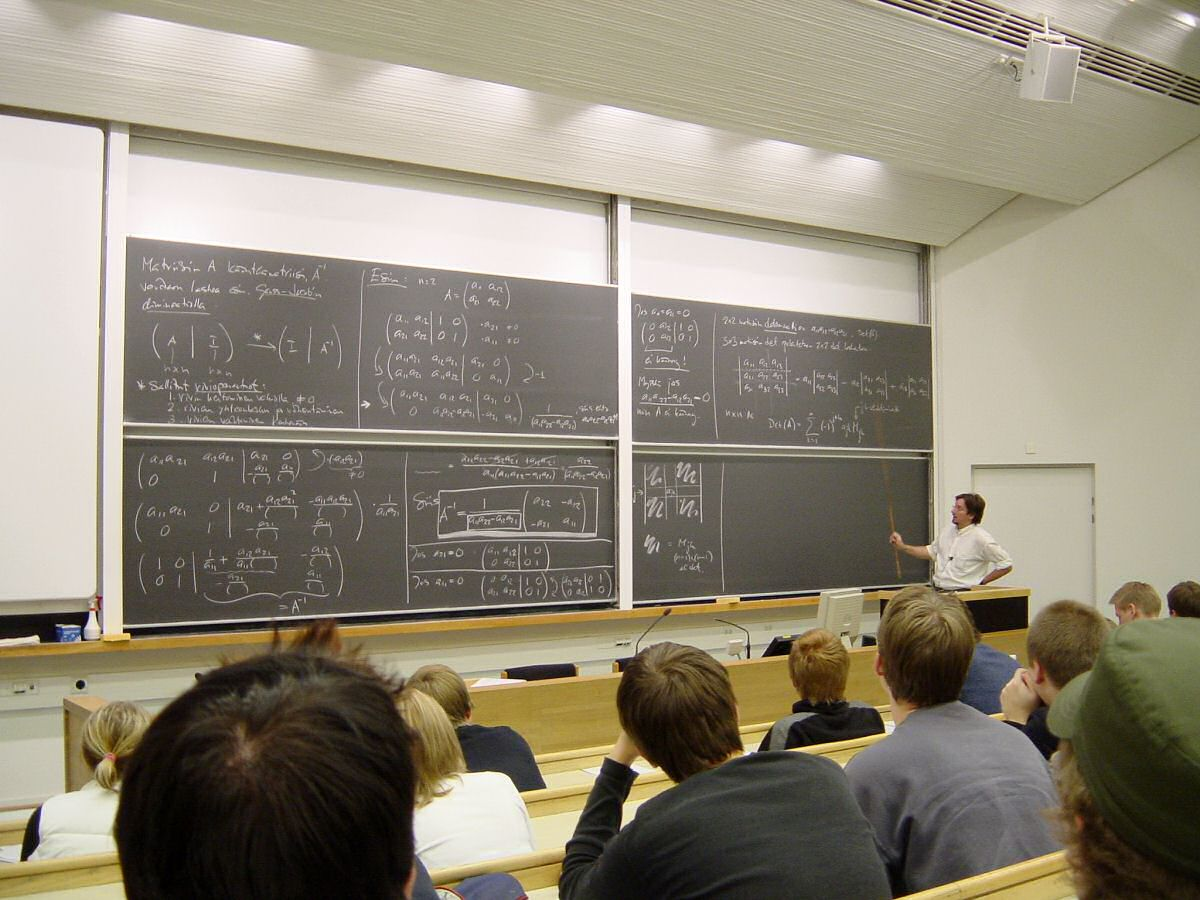
Studenti di ingegneria del primo anno a una lezione di matematica di base presso l'Università Aalto.

In Finlandia, "teekkari" è un termine utilizzato per gli studenti dei politecnici e, più in generale, delle facoltà di ambito tecnologico, tipicamente ingegneria e architettura.

## Culturateekkari

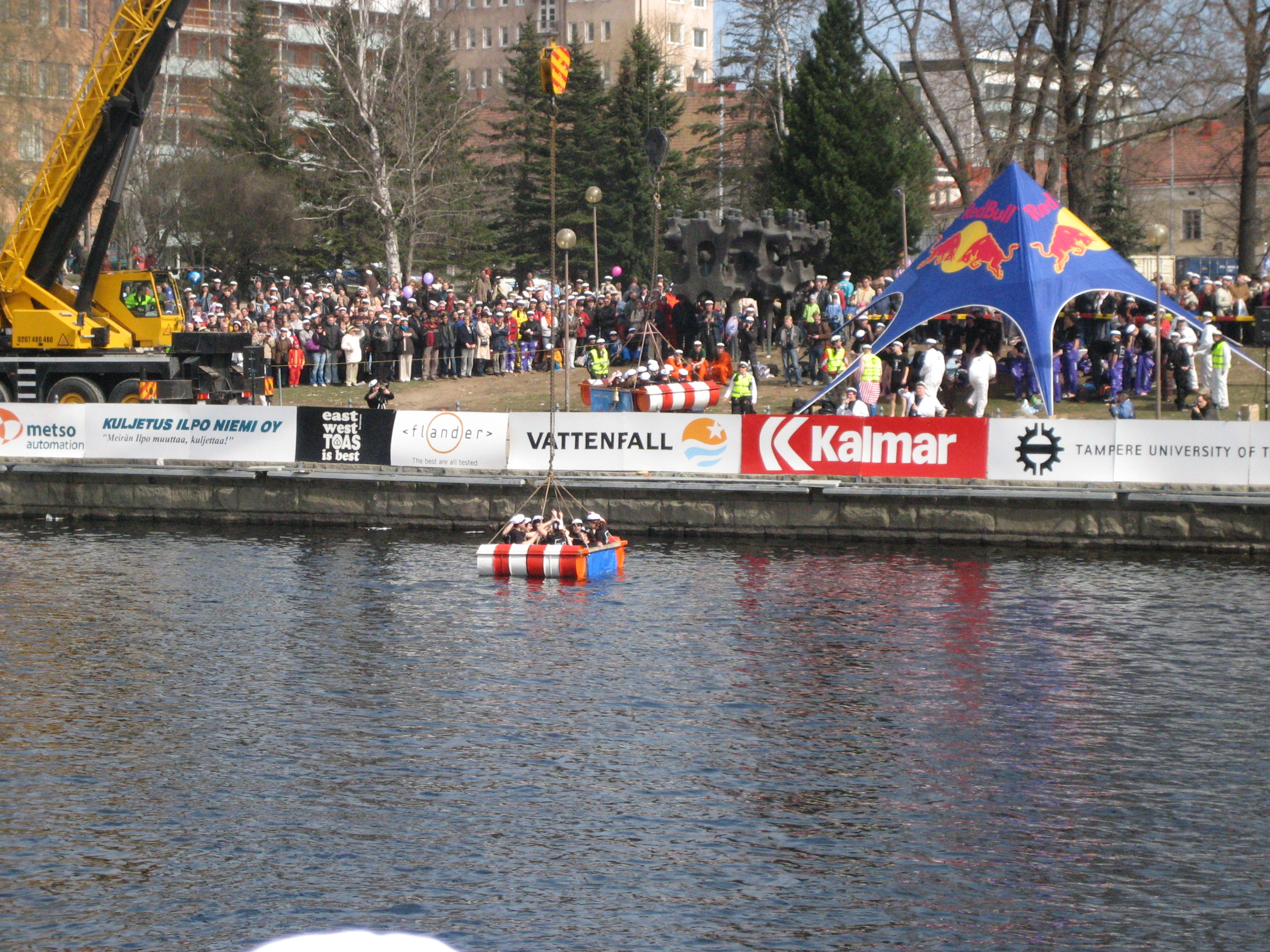
Studenti del primo anno immersi nelle gelide rapide di Tammerkoski (Tampere) nel maggio 2007.

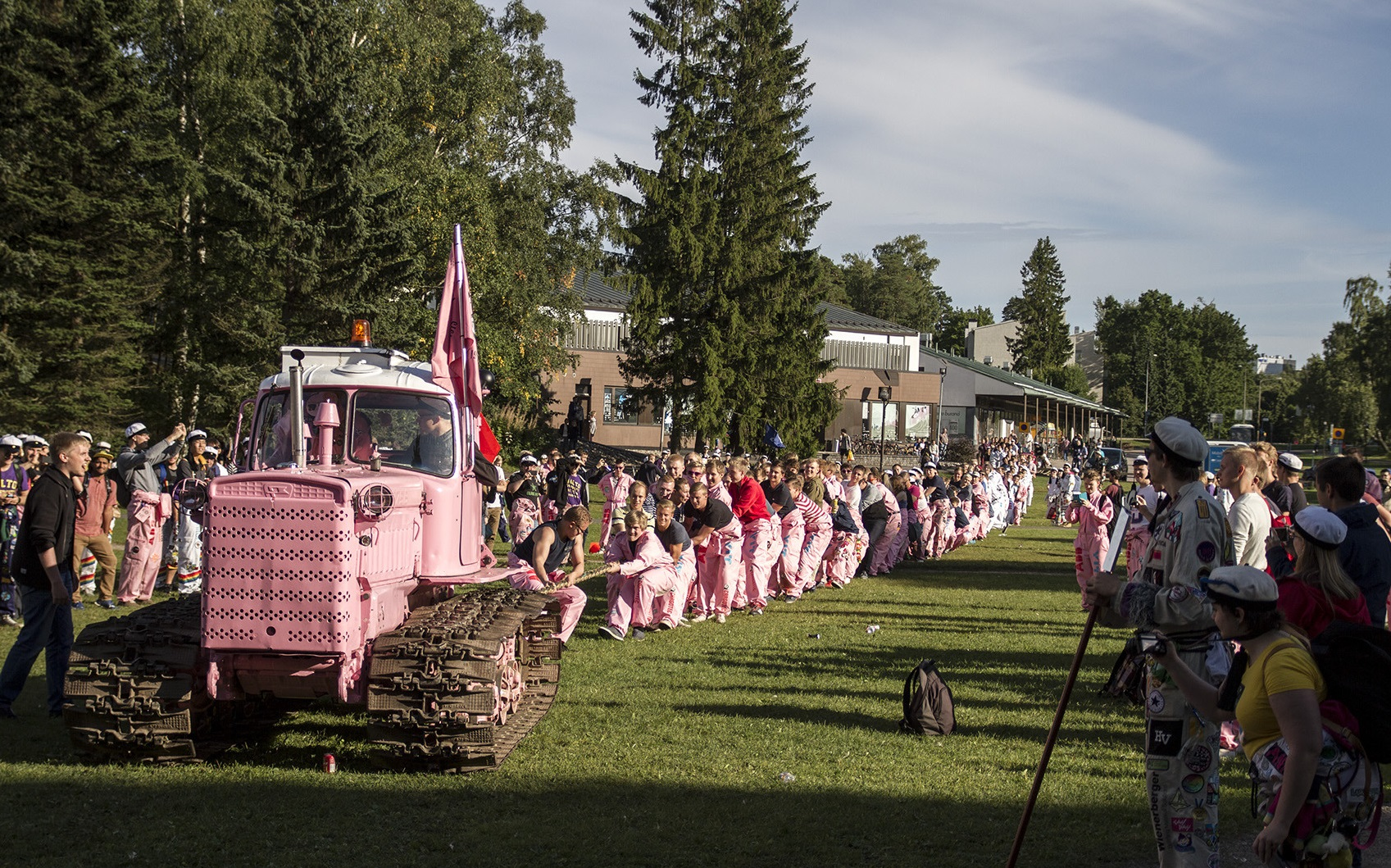
Studenti del primo anno della corporazione di ingegneria meccanica (in tuta rosa) e della corporazione di ingegneria elettrica (in tuta bianca) nel mezzo del gioco del tiro alla fune contro il trattore cingolato Tela-Weera nell'autunno 2015.

Negli istituti tecnici e nelle facoltà, la cultura teekkari è nota per i suoi termini specifici, parte dei quali si trovano anche in altre università: ad esempio il berretto studentesco (teekkarilakki), la festa dei lavoratori (Vappu), gli scherzi studenteschi, le attività delle gilde (Kilta), le performance amatoriali di teatro tra studenti (speksi), i sitsit, le escursioni e le tute da studenti (opiskelijahaalari).
Molti eventi e feste di diverso tipo si svolgono durante tutto l'anno presso le università e i politecnici. Gli studenti del primo anno, conosciuti come "fuksis", possono raccogliere punti partecipando a questi eventi o superando alcune prove, i quali vengono registrati su apposite schede di valutazione. Dopo aver raggiunto un determinato numero di punti, un fuksi ha il diritto di indossare un berretto da studente teekkari, chiamato "teekkarilakki", il successivo 1º maggio per il "Vappu", ossia la festa dei lavoratori. Gli studenti che non raggiungono il punteggio prefissato possono indossare il lakki solo il lunedì successivo alla Festa della Mamma, che cade la seconda domenica del mese di maggio. A Tampere la tradizione vuole che le matricole teekkari vengano sollevate con una gru ed immersi nelle rapide ghiacciate di Tammerkoski, mentre a Lappeenranta le matricole nuotano nel lago Saimaa . A Oulu gli studenti del primo anno nuotano nel ramo laterale del fiume Oulujoki ad Åströminpuisto. A Vaasa gli studenti del primo anno nuotano nella piscina della fontana accanto al municipio.
Il berretto da teekkari comunemente può essere indossato da ogni anno dall'inizio di maggio alla fine di settembre. Altre volte il berretto può essere indossato solo in determinate circostanze come, ad esempio, durante le escursioni, alla parata del Giorno dell'Indipendenza e quando si vendono riviste studentesche durante il Vappu. Di solito questo richiede un permesso speciale da parte del corpo studentesco, che decide quali sono le situazioni accettabili per indossare il teekkarilakki al di fuori dell'estate. Il berretto da teekkari può non essere lo stesso all'interno della stessa istituzione universitaria: ad esempio, lo stile del lakki dello studente dell'Università di Oulu è stato influenzato dal tradizionale copricapo Sami, in cui il ciuffo è attaccato al bordo del cappello invece che al centro. La coccarda del berretto specifica invece il corpo studentesco presso i politecnici oppure l'associazione o la gilda a cui i teekkari aderiscono.
Alla fine di aprile, prima della Giornata internazionale dei lavoratori, è possibile imbattersi in studenti teekkari che vendono riviste studentesche in città. A Otaniemi, Espoo, gli studenti della Università Aalto vendono le riviste umoristiche Äpy e Julkku negli anni dispari e pari, rispettivamente.  A Tampere, gli studenti vendono tradizionalmente Tamppi. Altre riviste studentesche teekkari includono Ööpinen degli studenti di architettura a Oulu, Hässi a Lappeenranta, Wapina a Vaasa e Pilde&Napander tra gli studenti di informatica e biologia a Turku .  La celebrazione della Giornata internazionale dei lavoratori include anche stazioni radio studentesche tra cui Radiodiodi a Espoo, Rakkauden wappuradio a Tampere, Norpparadio a Lappeenranta e Rattoradio a Oulu.
I teekkari hanno anche una forte tradizione nel cantare canzoni studentesche. Gli studenti di diverse città hanno i propri libri di canzoni, comprese le canzoni accademiche tradizionali. A Lappeenranta il libro dello studente si chiama PunaMusta. Il libro dei canti (laulukirja) a Tampere si chiama Rasputin e a Espoo quasi ogni gilda ha il proprio libro dei canti. Il corpo studentesco di Otaniemi possiede un proprio libro di canzoni chiamato Teekkarien punainen laulukirja. Il libro di canzoni a Oulu si chiama Laulukalu ed è pubblicato dalla Oulu Teekkari Association (OTY). L'Università di Oulu ha anche il libro di canzoni più piccolo, chiamato Tasku-Teppo, pubblicato dall'associazione teekkari Droit.
Alcune città con istituti tecnici hanno comunità cellulari di studenti teekkari. Ad Annala a Tampere c'è un condominio che funge da comunità di 42 abitanti teekkari noto come Tupsula. Gli appartamenti comunali della dell'unione studentesca dell'Università Aalto (AYY) a Otaniemi hanno comunità cellulari come ad esempio Bratislawa Yoghurt (BY) e Joutomiehet.

## Berrettoteekkari

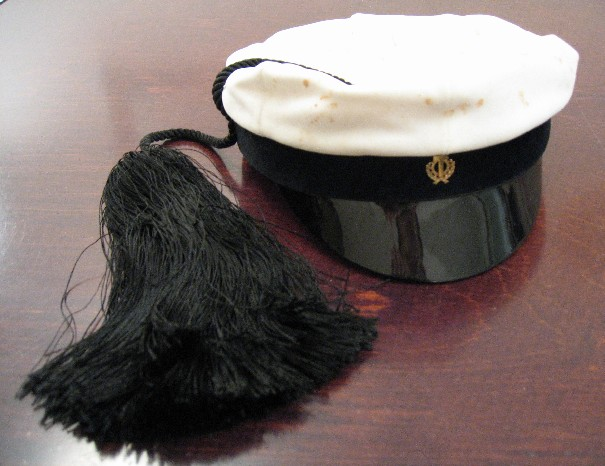
Un berretto da studente teekkari dell'Univeristà di Tampere.

Il berretto teekkari è un copricapo simile a un berretto da studente che gli studenti teekkari usano a partire dalla Giornata internazionale dei lavoratori nel loro primo anno di studio. Il cappuccio è utilizzato in Finlandia e Svezia. In Finlandia il berretto è bianco e ha un ciuffo attaccato al lato destro da uno spago. Il cordino e il ciuffo sono in seta nera.
Esistono regole dettagliate sull'uso del berretto teekkari, che sono dettate in Finlandia dal corpo studentesco dell'istituzione universitaria di riferimento o dall'unione studentesca dell'Università. In linea generale, il teekkarilakki è un berretto estivo, che viene indossato a partire dalla Giornata Internazionale dei Lavoratori fino alla cerimonia per la rimozione del berretto in autunno. L'aspetto del berretto, le tradizioni relative al suo utilizzo e le regole ad esso relative variano notevolmente a seconda della città dell'istituzione universitaria.

## Tuta dateekkari

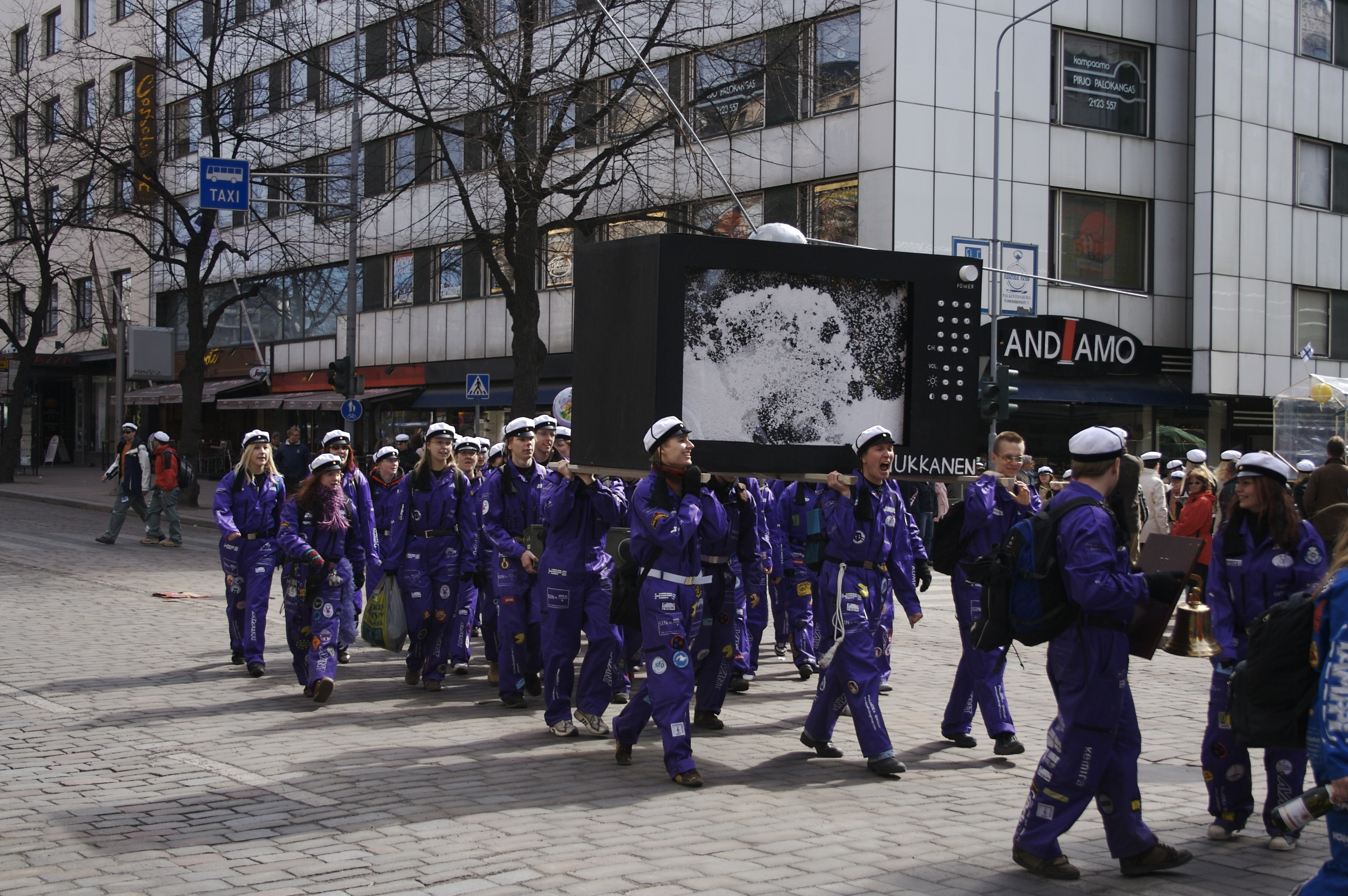
Studenti teekkari in tuta durante una parata nel centro di Tampere.

La tuta da teekkari, nota in finlandese come opiskelijahaalari, è un indumento indossato dagli studenti teekkari negli eventi studenteschi. Questa tuta rappresenta una scelta facile di abbigliamento in varie forme di eventi studenteschi e dà modo di proteggere gli indumenti indossati al di sotto di essa dallo sporco.
Le usanze relative all'indossare la haalari variano tra i diversi istituti. Alcuni studenti teekkari indossano la tuta durante le escursioni organizzate dalle gilde e dalle corporazioni studentesche, mentre altri si vestono in maniera più formale.
Gli studenti sono soliti personalizzare le loro tute applicandovi toppe termoadesive e distintivi di stoffa: queste patches vengono di solito scambiate tra gli studenti in eventi, feste e raduni studenteschi. Sono solitamente regalati o venduti dagli studenti di gilde e corporazioni, ma non è raro trovare aziende che regalano per fini promozionali queste patches agli studenti in occasione di fiere tecnologiche ed eventi sponsorizzati dalle stesse aziende. Questi distintivi consentono di apportare notevoli modifiche alla tuta studentesca e una tuta fortemente personalizzata è spesso associata ad uno studente molto attivo e partecipe alla vita sociale studentesca e alle attività universitarie. Al contrario, una tuta senza distintivi può essere vista come un segno di passività. Alcune comunità studentesche hanno anche l'abitudine di disegnare e scrivere sulle tute di altri studenti, specialmente quando le tute sono di colore chiaro.
L'idea delle tute per gli studenti ha origini che risalgono agli anni '20 del 1900, quando furono introdotti i camici di laboratorio di colore uniforme allo scopo di rafforzare lo spirito di squadra e mostrare unione nel gruppo. Nel decennio successivo si iniziò a discutere di una nuova opzione di abbigliamento, che veniva presentata con il nome svedese "överhalare": l'ispirazione di quest'ultima sono le tute da lavoro utilizzate nelle fabbriche e nei cantieri fin dall'inizio del ventesimo secolo. La prima e propria opiskelijahaalari è stata realizzata nel 1959, quando il gruppo di studenti di geologia chiamato "Oopperan ystävät" ("amici dell'Opera") si è dotato di tute da lavoro di color verde pallido. Nel 1966 gli studenti teekkari organizzarono una serie di rivolte (Temppu'66) per via del trasferimento del Politecnico di Helsinki nella sede di Otaniemi, indossando una tuta di cotone marrone. Le tute in vari colori a seconda della gilda di appartenenza sono entrate in uso negli anni '80. In Finlandia, l'uso delle tute si è successivamente diffuso anche agli studenti di altre facoltà.

## Canzoni
Il primo libro di canzoni teekkari fu pubblicato nel 1929. I critici contemporanei pensavano che "le canzoni oscene avrebbero diffuso disgusto e orrore nei circoli di pensiero seri".
L'inno teekkari è una canzone tradizionale degli studenti, che è destinata a essere cantata negli eventi studenteschi a mezzanotte. Il tempo, il numero di ripetizioni e oggigiorno anche le parole della prima strofa variano a seconda della città. L'inno è stato scritto alla fine del XIX secolo o all'inizio del XX secolo, ma la sua origine rimane poco chiara. Negli anni '40 agli studenti del primo anno fu detto che i testi erano stati trovati dalla tasca di uno studente teekkari morto in battaglia a Tampere nel 1918. Secondo una versione diversa, la canzone era stata scritta durante la guerra russo-turca o già durante la guerra di Crimea . D'altra parte, il cantante comico Affu Tanner ha affermato di aver scritto i testi durante un evento alcolico nel 1912. Ci sono testimonianze scritte della canzone nel libro di storia teekkari di Paavo Koponen e la parte iniziale del testo della canzone può essere trovato in un articolo del quotidiano Helsingin Sanomat , a proposito di una parata organizzata da teekkari per la festa di Laskiainen del 1907. Tommi Syrjänen, che ha studiato la materia, ritiene che la canzone sia nata tra il 1902 e il 1905 sulla base di una canzone popolare di inizio 1900 che da allora è svanita nell'oscurità.
Il testo dell'inno (Teekkarihymni, in finlandese) a Tampere, Turku e Otaniemi è il seguente:
teekkarin on pimiä,

takajoukko nukkuu vain,

nukkuu vain.

Tarhapöllön ääni kimiä,

kuuluu pappilasta päin,

kuuluu päin.

Ja taas ja siis

ja yks, kaks, kolme, neljä, viis.»
Traduzione:
il gruppo alle spalle è ancora dormiente, ancora dormiente.

Il canto acuto della civetta capogrosso

si avverte dalla canonica, si avverte fin da lì.

E così di nuovo

e un, due, tre, quattro, cinque.»
Il primo verso nella versione originale dell'inno era "Yö kuin sielu neekerin on pimiä", che significa "La notte è oscura come l'anima di un negro". Questo riferimento è stato ritenuto problematico a causa della parola "negro". Nell'autunno 2015 il Consiglio Accademico degli Studenti ha consigliato agli studenti teekkari di non includere la parola "negro" nella canzone. Il corpo studentesco dell'Università Aalto ha anche rilasciato una dichiarazione nell'autunno 2016 secondo cui i testi dell'inno teekkari non riflettono i valori del corpo studentesco. Al giorno d'oggi l'inizio dell'inno varia a seconda della città: Tampere, Turku e Otaniemi usano la versione "yö kuin sielu teekkarin on pimiä", Lappeenranta usa "yö jo Saimaan ylle alkaa hiipiä" ("la notte inizia già a strisciare sul lago Saimaa") e Oulu usa "yö kuin kaamos pohjoisen on pimiä" ("la notte è buia come la notte polare nel nord").
L'evento più importante in cui si canta l'inno teekkari ed altre canzoni è il sitsit. Il sitsit consiste in una cena che si tiene solitamente presso la sala dell'unione studenti o della gilda oppure all'interno di una sala ricevimenti o un pub. Cantare rappresenta una delle attività più importanti dell'evento: agli ospiti viene dato un libriccino al cui interno si trovano i testi delle canzoni che verranno cantate nel corso della festa. Eccetto che per le canzoni di apertura e chiusura, l'ordine e la scelta dei canti varia nel corso della serata. Al termine di ogni canzone, i bicchieri sono solitamente sollevati per uno skål o, in italiano, un brindisi. Le canzoni possono spaziare dalla musica tradizionale a quella pop, a seconda della formalità dell'occasione. Nei sitsit più formali vengono cantate canzoni accademiche e patriottiche, come il De Brevitate Vitae, il Finlandia-hymni e lo Jääkärimarssi. Infine, le canzoni differiscono non solo a seconda della nazione e dell'università, ma anche a seconda della gilda di appartenenza: ad esempio, la Sähkösanoma, la canzone caratteristica della gilda di ingegneria elettrica dell'Università Aalto, il cui testo è anche riportato sulla tuta bianca da teekkari sotto forma di simboli, recita come segue:
kilowatti, voltti ja generaattori,

oikosulku ja proppu.

Tähän minun lauluni loppu!»
Traduzione:
kilowatt, volt e generatore,

cortocircuito e fusibile,

questa è la fine della mia canzone!»